# Vibrissina obscura
Vibrissina obscura là một loài ruồi trong họ Tachinidae.